# Tayloria braithwaitiana
Tayloria braithwaitiana là một loài rêu trong họ Splachnaceae. Loài này được Tixier mô tả khoa học đầu tiên năm 1974.